# Јакушовце
Јакушовце (слч. Jakušovce) насељено је мјесто са административним статусом сеоске општине (слч. obec) у округу Стропков, у Прешовском крају, Словачка Република.

## Становништво
| Година:    | 1994. | 2004.   | 2014.    | 2024.    |
| ---------- | ----- | ------- | -------- | -------- |
| Број људи: | 52    | 53      | 46       | 29       |
| Разлика:   |       | +1,92 % | -13,20 % | -36,95 % |

| Година:    | 2023. | 2024.    |
| ---------- | ----- | -------- |
| Број људи: | 35    | 29       |
| Разлика:   |       | -17,14 % |

Према подацима о броју становника из 2021. године насеље је имало 40 становника.